# 1806 год в науке
В 1806 году были различные научные и технологические события, некоторые из которых представлены ниже.

## События
- 17 августа — шлюп «Нева» под командованием Юрия Лисянского бросил якорь на Кронштадтском рейде, завершив первое русское кругосветное плавание.
- 7 октября — Ральфом Уэджвудом из Великобритании запатентована копировальная бумага.
- 20 ноября — Гемфри Дэви представил Лондонскому королевскому обществу результаты своих исследований по электролизу воды.
- Якоб Берцелиус вводит в научный оборот понятие органическая химия, определяя её как «часть физиологии, которая описывает состав живых тел вместе с химическими процессами, происходящими в них»[1].
- Жан-Робер Арган издал идею геометрической интерпретации комплексных чисел, известную сейчас как диаграмма Аргана.
- Адриен-Мари Лежандр впервые опубликованнал применение метода наименьших квадратов, в дополнение к его Nouvelles méthodes pour la détermination des orbites des cométes.
- Пьер Андре Латрей начал публикацию во Франции Genera crustaceorum et insectorum, secundum ordinem naturalem ut familias disposita.
- Начало публикации в Лондоне Flora Graeca, собранных Джоном Сибторпом.

## Родились
- 1 января — Карл фон Вебер, немецкий историк (ум. 1879).
- 28 февраля — Зигфрид Бехер, австрийский статистик, политэконом и педагог (ум. 1873)[2].
- 1 марта — Джон Генри Паркер, британский антрополог, археолог, искусствовед, историк искусства.
- 12 мая — Адольф Эрман, немецкий физик.
- 20 мая — Джон Стюарт Милль, английский мыслитель и экономист (ум. 1873).
- 7 июля — Микеле Амари, итальянский историк и политик.
- 17 июля — Франц Карл Моверс, немецкий римско-католический богослов, востоковед и педагог (ум. 1856)[3][4].
- 20 июля — Франческо Бонаини, итальянский историк, филолог, палеонтолог и архивариус; секретарь Академии делла Круска (ум. 1874).

## Скончались
- 13 апреля — Семён Кириллович Котельников, русский математик (родился в 1723).
- 23 июня — Матюрен-Жак Бриссон, французский зоолог и естествоиспытатель (родился в 1723).
- 2 августа — Конрад Квензель, шведский энтомолог (родился в 1767).
- 3 августа — Мишель Адансон, французский естествоиспытатель и путешественник (родился в 1727).
- 23 августа — Шарль Огюстен де Кулон, французский инженер и физик (родился в 1736).